# Sherman’s Lagoon
Sherman's Lagoon oder kurz Sherman ist ein US-amerikanischer Comicstrip von Jim Toomey. Der erste Strip erschien am 13. Mai 1991 in der Escondido Times-Advocate. In der Schweiz erscheint der Comic-Strip täglich in der Pendlerzeitung 20 Minuten.

## Geschichte
Der Comic handelt von einer fiktiven Lagune bei der Kapupa-Insel im Nordpazifik. Es treten die zwei Haie Sherman und seine Ehefrau Megan auf. Sherman ist nicht besonders klug und zeichnet sich durch seine Vielfresserei aus. Megan ist eine typische Hausfrau und legt Wert auf eine geordnete Situation zuhause. Shermans Freunde sind unter anderem die vergeistigte Schildkröte Fillmore und der Einsiedlerkrebs Hawthorne, der vor allem an schnellem finanziellen Gewinn interessiert ist und sich immer wieder in neue dubiose Geschäfte stürzt. Ebenso auf der Freundesliste ist Ernest, der ein kluger Fisch ist und von seinen Freunden für Dinge eingesetzt wird, die Köpfchen voraussetzen. Am Strand der Lagune liegt Thornton, ein Eisbär, der sich im Pazifik eine Auszeit gönnt. Die Haie haben keinerlei Skrupel und verspeisen grundsätzlich alles, was ihnen vors Maul kommt, abgesehen von ihren Freunden. Auch „Haarlose Strandaffen“, die sich im Wasser tummeln, werden des Öfteren mal gefressen.
Die einzelnen Sequenzen sind unabhängig voneinander, wenngleich manchmal auch eine Erzählung über mehrere Strips gehen kann.

## Beispiel
Sherman malt ein Plakat. Hawthorne: „Was hast du vor, Sherman?“ „Ein Geschäft eröffnen“. Er stellt das Schild ins flache Wasser am Strand. Darauf steht „Schwimm mit einem Delfin“. Hawthorne gereizt (Geschäfte eröffnen gehört zu seinen Spezialitäten): „Hmph! Was weisst du schon über eine Geschäftseröffnung?“ „Nicht viel, denke ich.“ „Hast Du einen Geschäftsplan? Kein Marketing, keine Werbestrategie, und du bist nicht einmal ein Delfin! Du stellst einfach ein Schild hin und erwartest, dass ein Kunde kommt?!“ Am Strand bemerkt ein Mann das Schild und kommt ins Wasser gelaufen. Sherman: „Können wir das später besprechen? Hier kommt gerade mein Mittagessen.“ Hawthorne neidisch: „Du hast einfach nur Glück!“

## Sherman's Lagoon Bücher
Englische Comicbände:
- Sherman's Lagoon: Ate That, What's Next? (1997). ISBN 0-8362-3660-2
- Poodle: The Other White Meat - The Second Sherman's Lagoon Collection (1999). ISBN 0-8362-8287-6
- An Illustrated Guide to Shark Etiquette: The Third Sherman's Lagoon Collection (2000). ISBN 0-7407-1247-0
- Another Day in Paradise: The Fourth Sherman's Lagoon Collection (2001). ISBN 0-7407-2012-0
- Greetings from Sherman's Lagoon: The 1992 to 1993 Sherman's Lagoon Collection (2002). ISBN 0-7407-2192-5
- Sherman's Lagoon 1991 to 2001: Greatest Hits & Near Misses (2002). ISBN 0-7407-2676-5
- Surf's Up: The Sixth Sherman's Lagoon Collection (2003). ISBN 0-7407-3309-5
- The Shark Diaries: The Seventh Sherman's Lagoon Collection (2003). ISBN 0-7407-3815-1
- Catch of the Day: The Eighth Sherman's Lagoon Collection (2004). ISBN 0-7407-4670-7
- A Day at the Beach: The Ninth Sherman's Lagoon Collection (2005). ISBN 0-7407-5130-1
- Surfer Safari: The Tenth Sherman's Lagoon Collection (2005). ISBN 0-7407-5452-1
- In Shark Years I'm Dead: Sherman's Lagoon Turns Fifteen (2006). ISBN 0-7407-5702-4
- Planet of the Hairless Beach Apes: The Eleventh Sherman's Lagoon Collection (2006). ISBN 0-7407-6056-4
- Yarns and Shanties (And Other Nautical Baloney): The Twelfth Sherman's Lagoon Collection (2007). ISBN 0-7407-6557-4
- Sharks Just Wanna have Fun (2008). ISBN 0-7407-7387-9
- Confessions of a Swinging Single Sea Turtle (2009). ISBN 978-0740785511

Deutsche Ausgaben:
- Sherman's Lagoon #1 (2010). BSE Verlag, ISBN 978-3-934769-25-0